# Alain Corbin
Alain Corbin (Lonlay-l'Abbaye, 12 de enero de 1936) es un historiador francés, especialista del siglo XIX y estudioso de lo que ha venido a denominarse la historia de las sensibilidades, en una línea que arranca de los planteamientos de Lucien Febvre. 

## Trayectoria
Corbin nació en Lonlay-l'Abbaye (Orne) porque su padre estaba destinado allí como médico. "Mi padre, un mulato antillano, era médico rural. Crecí en lo profundo del bosque normando, en una pequeña aldea que se llama Lonlay-l'Abbaye, llena de encanto y de austeridad. Era un mundo cerrado ¡y muy arcaico!… ¡En absoluto tuve que cambiar de costumbres o de ambiente cuando estudié los campesinos del siglo XIX!".
A partir de 1945, estudió en el seminario menor de Flers (Orne), de terrible disciplina, según ha comentado, y se refugió en la lectura de novelas históricas como Notre-Dame de Paris de Victor Hugo. Empezó a interesarse enseguida por los manuales de historia. 
De ahí su vocación posterior. Estudió en la Universidad de Caen, y como uno de sus profesores era admirador de la Escuela de los Annales, la revista fundada por Marc Bloch y Lucien Febvre, le hizo leer al segundo, que propugnaba una historia de las mentalidades, en la que se formó intelectualmente. 
Es lo que ha venido haciendo con sus historias, que analizan ciertos datos sensibles y ciertas sensibilidades cambiantes en el tiempo. Corbin enseñó historia en París I y contribuyó a plantear una nueva historia de los sentidos, de éxito actualmente. Previamente había analizado, desde una perspectiva académica la vida cotidiana de los campesinos.
Estudió luego con gran eco, erudición y talento, la prostitución en el siglo XIX (Les Filles de noces. Misère sexuelle et prostitution au XIXe siècle, 1978), y amplió luego, sus análisis de las representaciones de la sexualidad en esa centuria con L’Harmonie des plaisirs (2008). 
Pero además analizó las sensaciones olfativas (en Le Miasme et la Jonquille. L’odorat et l'imaginaire social, XVIIIe‐XIXe siècles) o auditivas (en Les Cloches de la terre). Asimismo analizó una metamorfosis de la mirada de la sociedad occidental, viendo cómo la playa dejó de ser un lugar temido en la modernidad y pasó a ser un espacio de descanso y placer (Le Territoire du vide. L’Occident et le désir du rivage). 
Dirigió una famosa Historia del cuerpo, con otros dos autores, como Georges Vigarello, mostrando los cambios en nuestra visión del cuerpo —tributario de condiciones materiales y culturales— a lo largo de los siglos y a través de sus representaciones. Analizan en estos tres tomos (Corbin es responsable del II), la velocidad moderna; el paso del retrato pintado a la fotografía; la sexualidad, que pasa de la moral a la psicología, así como el tránsito de la cocina a la gastronomía.
Ya en el siglo XXI, publicó L'homme dans le paysage (2001), Le ciel et la mer (2005). No han dejado de sorprender sus estudios. Así sucede en La douceur de l'ombre, de 2013, donde analiza muy extensamente al árbol como fuente de emociones desde la Antigüedad hasta hoy. Es un apasionante paseo histórico y literario, en el que a la par que se muestran asociaciones históricas y culturales del árbol, el autor recuerda y contextualiza afirmaciones de Virgilio y Dante, de Rousseau, Senancour y Chateaubriand, de Victor Hugo, George Sand, Charles Péguy o Yves Bonnefoy. El árbol, cuya materia misma es materia de escritura y del lenguaje del libro, como muestra al inicio, nos puede superar por su longevidad, y evoca leyendas e ideas más o menos científicas: está anclado en la tierra, se alza hacia los cielos, y su forma de crecimiento no ha dejado de inquietar desde los antiguos. Sus evocaciones literarias muestran posibles diálogos con los que los contemplan.

## Obra
- Les filles de noce: Misère sexuelle et prostitution au XIXe siècle, Aubier, 1978 (Flammarion, 1982)
- Le miasme et la jonquille: L'odorat et l'imaginaire social, XVIIIe-XIXe siècles, Aubier, 1982
- Le territoire du vide: L'occident et le désir du rivage (1750-1840), Aubier, 1988
- Le temps, le désir et l'horreur, Aubier, 1991, ensayos sobre el siglo XIX.
- Le village des canibales, Aubier, 1991
- Les cloches de la terre, Albin-Michel, 1994
- Le monde retrouvé de Louis-François Pinagot: Sur les traces d'un inconnu (1798-1876), Flammarion, 1998. En Histoire des sens et quête de l'intime (Robert Laffont 2016), reunirá Le Miasme et la jonquille (1982), Le Village des 'cannibales' (1990) y Le Monde retrouvé de Louis-François Pinagot (1998), en un solo volumen.
- L'homme dans le paysage, Textuel, 2001
- Le ciel et la mer, Bayard, 2005
- La mer (en col.), Le Seuil / BNF, 2004
- Historia del cuerpo, II, Taurus, 2005 (dir. con Vigarello y Courtine en otros tomos)
- L'Harmonie des plaisirs. Les manières de jouir du siècle des Lumières à l’avènement de la sexologie, Perrin, 2008.
- Les conferences de Morterolles, Flammarion, 2011
- La douceur de l'ombre. L'arbre, source d'émotions, de l'Antiquité à nos jours, Fayard, 2013.
- Histoire du silence. De la Renaissance à nos jours, Albin-Michel, 2016 [En español, Historia del silencio. Del Renacimiento a nuestros días. Ed. Acantilado, 2019, ISBN 978-84-17346-72-0]